# Croccos Wirbelsatz
Der Wirbelsatz von Crocco oder die Crocco-Gleichung:157ff ist ein 1922 von A. Friedmann und 1937 von Luigi Crocco aufgestellter physikalischen Satz aus der Strömungsmechanik. Er besagt, dass im konservativen Kraftfeld, wie dem Schwerefeld auf der Erde, eine wirbelfreie stationäre Strömung homentrop ist. Auf der anderen Seite folgt, dass nicht homentrope aber homenergetische stationäre Strömungen (mit homogener Energieverteilung) wirbelbehaftet sind.:152 Er stellt den Zusammenhang zwischen Verwirbelung und Entropie und somit zwischen Kinematik und Thermodynamik in einem Strömungsfeld her.

## Aussage
In einer stationären Strömung eines viskositätsfreien, und damit nicht-wärmeleitenden Gases gilt:
{\displaystyle {\vec {v}}\times \operatorname {rot} {\vec {v}}=\operatorname {grad} h_{0}-T\operatorname {grad} s}
Hierin bezeichnen
- {\displaystyle {\vec {v}}} das Geschwindigkeitsfeld der Strömung und {\displaystyle \operatorname {rot} {\vec {v}}} dessen Rotation
- {\displaystyle h_{0}:=h+v^{2}/2} die Ruheenthalpie des Gases und {\displaystyle \operatorname {grad} h_{0}} deren Gradient
- T die Temperatur
- s die Entropie,

wobei {\displaystyle h_{0}} und s als Enthalpie und Entropie pro Masseneinheit eingehen (spezifische Größen).

## Interpretation
Oft kann man eine isoenergetische oder homenergetische Strömung mit {\displaystyle \operatorname {grad} h_{0}=0} annehmen. Ist die Strömung außerdem noch homentrop, so ist auch {\displaystyle \operatorname {grad} s=0}, und nach Croccos Wirbelsatz folgt
{\displaystyle {\vec {v}}\times \operatorname {rot} {\vec {v}}=0}.
Im Allgemeinen folgt daraus
{\displaystyle \operatorname {rot} {\vec {v}}=0}
womit die Strömung rotations- bzw. wirbelfrei ist, was in einer Potentialströmung mit Geschwindigkeitspotential {\displaystyle \Phi } und
{\displaystyle {\vec {v}}=\operatorname {grad} \Phi }.
der Fall ist.
Croccos Wirbelsatz besagt also, dass rotationsfreie Strömungen homentrop sind und umgekehrt, wobei vorausgesetzt wird, dass sie stationär sind und Viskosität sowie Wärmeleitung vernachlässigbar sind.

## Herleitung
Die Formel für die Temperatur- und Druckabhängigkeit der Enthalpie {\displaystyle T\mathrm {d} s=\mathrm {d} h-v\mathrm {d} p} wird umgestellt und das spezifische Volumen {\displaystyle v} durch den Kehrwert der Dichte {\displaystyle \rho } ersetzt::78
{\displaystyle -{\frac {1}{\rho }}\mathrm {d} p=T\mathrm {d} s-\mathrm {d} h}
Ableitung nach einer kartesischen Koordinate {\displaystyle x_{i}}, Multiplikation mit einem Vektor êi der Standardbasis und Summation der Ergebnisse liefert:151
{\displaystyle -{\frac {1}{\rho }}\sum _{i=1}^{3}{\frac {\partial p}{\partial x_{i}}}{\hat {e}}_{i}=T\sum _{i=1}^{3}{\frac {\partial s}{\partial x_{i}}}{\hat {e}}_{i}-\sum _{i=1}^{3}{\frac {\partial h}{\partial x_{i}}}{\hat {e}}_{i}}
oder koordinatenunabhängig mit dem Nabla-Operator 𝜵
{\displaystyle -{\frac {1}{\rho }}\nabla p=T\nabla s-\nabla h}
In die substantielle Ableitung {\displaystyle {\dot {\vec {v}}}:={\tfrac {\partial {\vec {v}}}{\partial t}}+({\vec {v}}\cdot \nabla ){\vec {v}}={\tfrac {\partial {\vec {v}}}{\partial t}}+\mathrm {grad} ({\vec {v}})\cdot {\vec {v}}} der Geschwindigkeit {\displaystyle {\vec {v}}} wird die Grassmann-Entwicklung eingearbeitet:
{\displaystyle {\dot {\vec {v}}}={\frac {\partial {\vec {v}}}{\partial t}}+{\frac {1}{2}}\mathrm {grad} ({\vec {v}}\cdot {\vec {v}})-{\vec {v}}\times \mathrm {rot} ({\vec {v}})={\frac {\partial {\vec {v}}}{\partial t}}+{\frac {1}{2}}\nabla ({\vec {v}}\cdot {\vec {v}})-{\vec {v}}\times (\nabla \times {\vec {v}})}
Die Euler-Gleichungen  der Strömungsmechanik lauten mit diesen Ergebnissen
{\displaystyle {\frac {\partial {\vec {v}}}{\partial t}}+{\frac {1}{2}}\nabla ({\vec {v}}\cdot {\vec {v}})-{\vec {v}}\times (\nabla \times {\vec {v}})=-{\frac {1}{\rho }}\nabla p+{\vec {k}}=T\nabla s-\nabla h-\nabla \psi }
Darin ist ψ das Potential des konservativen Kraftfeldes mit Gradient {\displaystyle {\vec {k}}=-\operatorname {grad} \psi =-\nabla \psi }, wo das Minuszeichen Konvention ist. In einer stationären Strömung entfällt der erste Term auf der linken Seite und Umstellung sowie Zusammenfassung liefert:
{\displaystyle -{\vec {v}}\times (\nabla \times {\vec {v}})+\nabla \left({\frac {1}{2}}({\vec {v}}\cdot {\vec {v}})+h+\psi \right)=T\nabla s}
In stationärer und viskositätsfreier Strömung mit vernachlässigbarer Wärmeleitung ist die Summe in der großen Klammer im ganzen Strömungsfeld konstant womit ihr Gradient verschwindet, was in den croccoschen Wirbelsatz mündet:
{\displaystyle -{\vec {v}}\times (\nabla \times {\vec {v}})=T\nabla s\quad \leftrightarrow \quad -{\vec {v}}\times (\operatorname {rot} {\vec {v}})=T\operatorname {grad} s}
In wirbelfreien Strömungen ist das Geschwindigkeitsfeld rotationsfrei ({\displaystyle \operatorname {rot} {\vec {v}}={\vec {0}}}) und somit das Strömungsfeld zugleich homentrop ({\displaystyle \operatorname {grad} s={\vec {0}}}). Umgekehrt ist eine stationäre homenergetische Strömung, die nicht homentrop ist, zwangsläufig wirbelbehaftet.:152:159

## Gekrümmter Stoß in einer Hyperschallströmung
Beim Durchgang durch einen gekrümmten Stoß, wie er in Hyperschallströmungen auftreten kann, wird die Entropie auf den einzelnen Stromlinien unterschiedlich erhöht. Hinter der Stoßfläche ist daher die Entropie nicht mehr homogen, und infolge des Croccoschen Wirbelsatzes kann die Strömung dort nicht mehr wirbelfrei sein.:152